# كريستيان إينغا
كريستيان إينغا (بالفرنسية: Christian Eyenga)‏ مواليد 22 يونيو 1989 في كينشاسا، هو لاعب كرة سلة كونغولي بدأ مسيرته الاحترافية في سنة 2006 حيث تم اختياره من قبل فريق كليفلاند كافالييرز خلال الدرافت، يلعب في ليغا باسكيت الدرجة الأولى ويحمل الرقم 31. يبلغ طوله 6 قدم 7 بوصة (2.0 م).

## فرق لعب لها
- جوفينتوت بادالونا
- كليفلاند كافالييرز

## إحصائيات المسيرة

### الرابطة الوطنية لكرة السلة

#### الموسم الاعتيادي
| السنة   | الفريق             | لعب | بدأ | دقيقة | ميداني% | ثلاثية | حرة   | ارتداد | صنع | استلاب | تصدي | نقطة |
| ------- | ------------------ | --- | --- | ----- | ------- | ------ | ----- | ------ | --- | ------ | ---- | ---- |
| 2010–11 | كليفلاند كافالييرز | 44  | 18  | 21.5  | .425    | .275   | .643  | 2.8    | .8  | .8     | .6   | 6.9  |
| 2011–12 | كليفلاند كافالييرز | 6   | 0   | 13.8  | .158    | .500   | .333  | 2.0    | .7  | .5     | .7   | 1.5  |
| 2011–12 | لوس أنجلوس ليكرز   | 1   | 0   | 19.0  | .500    | .000   | 1.000 | 2.0    | 1.0 | .0     | 1.0  | 8.0  |
| المسيرة |                    | 51  | 18  | 20.6  | .411    | .277   | .611  | 2.7    | .8  | .7     | .6   | 6.3  |

#### التصفيات
| السنة   | الفريق           | لعب | بدأ | دقيقة | ميداني% | ثلاثية | حرة  | ارتداد | صنع | استلاب | تصدي | نقطة |
| ------- | ---------------- | --- | --- | ----- | ------- | ------ | ---- | ------ | --- | ------ | ---- | ---- |
| 2012    | لوس أنجلوس ليكرز | 3   | 0   | 3.0   | .667    | .000   | .000 | .7     | .3  | .3     | .3   | 1.3  |
| المسيرة |                  | 3   | 0   | 3.0   | .667    | .000   | .000 | .7     | .3  | .3     | .3   | 1.3  |

## روابط خارجية
- كريستيان إينغا على موقع الاتحاد الدولي لكرة السلة (الإنجليزية)
- كريستيان إينغا على موقع الدوري الأوروبي لكرة السلة (الإنجليزية)
- كريستيان إينغا على موقع إن بي أي (الإنجليزية)
- كريستيان إينغا على موقع سبورتس رفرنس (الإنجليزية)
- كريستيان إينغا على موقع الدوري الإسباني لكرة السلة (الإسبانية)
- كريستيان إينغا على موقع كرة السلة الأوروبية.كوم (الإنجليزية)
- كريستيان إينغا على موقع إي إس بي إن.كوم (الإنجليزية)
- كريستيان إينغا على موقع ريلجم (الإنجليزية)
- كريستيان إينغا على موقع بروبوليرز (الإنجليزية)
- كريستيان إينغا على موقع سبورتس رفرنس (الإنجليزية)